# Iefren
Iefren (in berbero: Yefren, in arabo يفرن‎?) è una città della Libia che si trova nella regione storica della Tripolitania. Dal 2007 fa parte del distretto di al-Jabal al-Gharbi; precedentemente è stata il capoluogo dell'omonimo distretto.
Yefren è una città berbera arroccata su una rupe a circa 700 metri di altitudine sul bordo settentrionale dell'altopiano del Gebel Nefusa.
Nei dintorni della città si possono visitare un paio di antiche moschee, il villaggio di Al Ghala (4 km a nord), e le modeste ma interessanti rovine romane di Safit (18 km a nord).